# Зварич, Михаил Николаевич
Михаил Николаевич Зварич (укр. Михайло Миколайович Зварич; род. 23 ноября 1992) — украинский мини-футболист, защитник клуба «Продэксим» и сборной Украины. Участник чемпионата Европы по мини-футболу 2022 года. Бронзовый призёр Чемпионата мира 2024 года. Мастер спорта Украины.

## Биография
Воспитанник Дрогобычской ДЮСШ. Первый тренер — Дмитрий Михайлович Курпяк. В детско-юношеской футбольной лиге Украины играл за луцкую «Волынь» и моршинскую «Скалу».
В 2009 году начал выступать в Первой лиге Украины по футзалу за дрогобычский «Каменяр-Термопласт». В 2012 году перешёл в ивано-франковский «Ураган», однако первые два года играл за вторую команду, где являлся капитаном. Автор 900-го гола «Урагана» в чемпионатах Украины. По итогам сезона 2014/15 был признан лучшим игроком «Урагана» по версии болельщиков.
В 2014 году выступал за любительский футбольный клуб «Сходница» в чемпионате Львовской области. Выпускник Дрогобычского государственного педагогического университета. В 2015 году в составе команды вуза стал чемпионом Украины среди студентов.
Летом 2018 года перешёл в херсонский «Продэксим».
В составе сборной Украины выступает на чемпионате Европы по мини-футболу 2022 года.

## Достижения
- Чемпион Украины (2): 2018/19, 2019/20
- Обладатель Кубка Украины: 2020/21
- Обладатель Суперкубка Украины: 2021

## Личная жизнь
Супруга — Виктория. В браке с 2016 года. В 2017 году у пары родилась дочь Алина.